# (4138) Kalchas
(4138) Kalchas ist ein Asteroid aus der Gruppe der Jupiter-Trojaner. Damit werden Asteroiden bezeichnet, die auf den Lagrange-Punkten auf der Bahn des Jupiter um die Sonne laufen. (4138) Kalchas wurde am 19. September 1973 von Cornelis Johannes van Houten, Ingrid van Houten-Groeneveld und Tom Gehrels entdeckt. Er ist dem Lagrangepunkt L4 zugeordnet.
Benannt wurde der Asteroid nach Kalchas, dem mythischen Seher der Griechen während des Trojanischen Krieges.